# Градштейн та Рижик
«Градштейн та Рижик» (рос. Градштейн и Рыжик) — неофіційна назва обширного довідника — таблиць інтегралів, спочатку складених радянськими математиками І. С. Градштейном та Й. М. Рижиком. Його повна назва — «Таблиці інтегралів, сум, рядів і добутків». З моменту своєї першої публікації в 1943 р. він був значно розширений і незабаром став класичним довідником для математиків, вчених та інженерів. Після смерті первісних авторів робота над довідником була продовжена іншими редакторами. Згодом став доступний двомовний переклад німецькою та англійською мовами, за яким пішли польська, англійська та японська переклади.

## Огляд
Одна з особливостей довідника Градштейна та Рижика порівняно з іншими аналогічними збірками — наявність посилань на більшість формул. Список літератури у восьмому англійському виданні містить 92 основних та 140 додаткових статей. Формули класифікуються за номерами, що не змінилися з четвертого російського до сьомого англійського видання (нумерація у старих виданнях, а також у восьмому англійському виданні не повністю сумісна). Довідник також містить таблиці інтегральних перетворень. Усі спеціальні функції та константи, використовувані при обчисленні інтегралів, також перелічені у списку.
До недоліків довідника можна віднести велику кількість друкарських помилок, навіть у порівняно нових виданнях. У ранніх англійських виданнях відзначалися також некоректно перекладені математичні терміни та посереднє якість друку.

## Історія
Перше видання, яке містило близько 5 000 формул, було складено одним автором — Й. М. Рижиком, який раніше опублікував книгу за спеціальними функціями у 1936 році та загинув під час Великої Вітчизняної війни у 1941 році. Перше видання довідника було опубліковано посмертно в 1943 році, за ним послідувало друге виправлене видання, також з ім'ям одного автора Й. М. Рижика у 1948 році. 
Третє видання (1951) було перероблено І. С. Градштейном, який також ввів систему нумерації розділів і формул у десятковій системі числення. І. С. Градштейн планував значне розширення четвертого видання, яке він не зміг закінчити через свою смерть. 
Четверте (1962/1963) та п'яте (1971) видання були продовжені Ю. В. Геронімусом та М. Ю. Цейтліним. Четверте видання вже містить близько 12 000 формул. У ньому були значно розширені розділи, присвячені невизначеним та визначеним інтегралам від елементарних функцій та визначеним інтегралам від спеціальних функцій; включені інтеграли від спеціальних функцій, які були відсутні у третьому виданні. Глава про інтегральні перетворення, що була у третьому виданні, виключена; її матеріал розміщено в інших частинах книги. П'яте видання друкувалося стереотипно з додатком списку помічених друкарських помилок.